# Rue Bourgneuf
La rue Bourgneuf est une voie de la commune française d'Antony dans les Hauts-de-Seine.

## Situation et accès
Cette voie située dans le centre historique de la ville relie la rue de l'Église à la rue de l'Abbaye, par un tracé marquant un angle droit. Sa desserte ferroviaire est assurée par la gare d'Antony.

## Origine du nom
La rue Bourgneuf remonte à une époque où les villages se sont ouverts et agrandis : de nouvelles maisons construites alors ont formé un « nouveau bourg ».

## Historique
La rue Bourgneuf est l'une des plus anciennes d'Antony et remonte au XIVe siècle. Elle portait déjà ce nom dans le terrier de 1549 et l'a conservé depuis. Cette voie est classée dans la voirie urbaine depuis le 3 août 1939.

## Bâtiments remarquables et lieux de mémoire
Cette voie aurait dû disparaître si le plan de rénovation du quartier Saint-Saturnin de 1975 avait été mis en œuvre. Ce plan a été modifié et le nouveau plan a conservé cette voie avec sa largeur d'origine et une partie de son aspect ancien. Ce « bourgneuf » a assuré la continuité du village jusqu'au moulin du côté est et une grande partie de l'activité du bourg se situait à cet emplacement. La plupart des maisons anciennes ont laissé la place récemment à de petits immeubles. Au no 16, on voyait l'arrière d'une maison de vignerons, longtemps occupée par l'association Pierre-Kohlmann. Cette maison a été détruite pour faire place à une résidence HLM.
Au no 5 : local des scouts et guides de France d’Antony Saint-Saturnin.

## Pour approfondir